# Narrativa artúrica
La narrativa artúrica és un tema del gènere literari anomenat romanç, aparegut a mitjan segle XII al nord de França, en el procés on la llengua vulgar abandonà la transmissió oral per adoptar l'escriptura. Al mateix temps que existia la literatura llatina eclesiàstica, es creaven obres per a un públic laic. Les cançons de gesta, heroics càntics orals, van agafar la forma escrita, així com la poesia lírica d'origen folklòric. El romanç es va diferenciar del gènere èpic en la utilització de la llengua francesa, en els seus aspectes formals, en el seu contingut, en la seva intencionalitat, i sobretot, la temàtica de ficció. Fa al·lusió a personatges mitològics de tradició bretona, en la qual la figura del Rei Artús és tractada des d'una perspectiva històrica en el pla de la ficció.
La primera vegada que s'emprà el nom d'Artús va ser a Historia Regum Britanniae (c. 1135) de Geoffrey de Monmouth, Fou en aquest moment que es va produir un procés de sedimentació en la part mítica i en part històrica, que en paraules de Joseph_Campbell s'anomenaria mitogènesi i es va efectuar de forma progressiva. La primera fase mitogènica (450-950) va lligada a les invasions d'Anglaterra i el sotmetiment del poble bretó, que considera a Artús l'home escollit. A partir del 950 i fins al 1140 es desenvolupa la transmissió oral de la llegenda, narrada pels joglars i trobadors. Aquestes històries, van tenir repercussió literària.
Una de les principals característiques de la narrativa artúrica és el misteri entorn del rei Artús i un dels seus màxims exponent fou Chrétien de Troyes, uns dels primers poetes a escriure el romanç en vers octosíl·labs apariats sobre el Rei Artús d'Anglaterra i els seus cavallers. És considerat com un dels precursors del romanç medieval:
- Cil qui fit d'Erec et d'Enide /
- Et les commandements d'Ovide /
- Et l'Art d'amors en roman mist /
- Et le mors de l'epaule fist /
- Del roi Marc et d'Ysalt la blonde /
- Et de la hupe et de l'aronde /
- Et del rossignol la muance /
- Un nouvel conte commence

(Cligès, vers 1- 8)
Mig segle més tard de Chrétien, un autor o autors anònims van voler documentar la totalitat del cicle artúric des del seu origen fins a la seva fi. Una tasca que volia reflectir l'ideari eclesiàstic i les aspiracions ètiques del seu temps. D'aquí va sorgir la Vulgata artúrica o Cicle Lancelot Grial on narra des dels orígens bíblics de la llegenda fins a la recerca del Sant Grial, en prosa.